# Вятская митрополия
Вятская митрополия — митрополия Русской православной церкви, образованная в границах Кировской области. Объединяет Вятскую, Уржумскую и Яранскую епархии.

## История
Вятская митрополия была образована решением Священного Синода Русской православной церкви 4 октября 2012 года. Тогда же главой митрополии был назначен архиепископ Вятский и Слободской Марк.

## Состав
В состав митрополии входят три епархии:

### Вятская епархия
Объединяет приходы и монастыри в границах Кировского, Кирово-Чепецкого и Слободского городских округов, ЗАТО Первомайский, а также Верхошижемского, Кирово-Чепецкого, Кумёнского, Оричевского, Орловского, Слободского, Советского и Юрьянского районов.

### Уржумская епархия
Объединяет приходы и монастыри в границах Афанасьевского, Белохолуницкого, Богородского, Верхнекамского, Вятско-Полянского, Зуевского, Кильмезского, Лебяжского, Малмыжского, Нагорского, Немского, Нолинского, Омутнинского, Сунского, Унинского, Уржумского и Фаленского районов.

### Яранская епархия
Объединяет приходы и монастыри в границах Арбажского, Даровского, Кикнурского, Котельничского, Лузского, Мурашинского, Опаринского, Пижанского, Подосиновского, Санчурского, Свечинского, Тужинского, Шабалинского и Яранского районов.